# Nicolas Bonis
Nicolas Bonis (n. Wissembourg, Francia, 30 de agosto de 1981), portero francés que militó en el Club Deportivo Atlético Baleares, actualmente en la Segunda División B de España.

## Biografía
Nació en Wissembourg (Francia) el 30 de agosto de 1981. Mide 1.92 m y pesa 82 kg.

## Trayectoria deportiva
Tras pasar por las escuelas deportivas de varios equipos franceses, llega con 17 años al Estrasburgo, con el que firma su primer contrato profesional y en donde coincide, entre otros, con el que fuera portero y capitán de la Selección de Paraguay, José Luis Chilavert.
En verano de 2005 llega a prueba al Pontevedra Club de Fútbol, equipo que decide hacerse con sus servicios. En su primera temporada en el club granate (la 2005-06) comienza la liga con mala fortuna, pues sufre una lesión que le impide jugar en las primeras jornadas. Es en la jornada 9, el 21 de octubre de 2005, cuando debuta como portero del Pontevedra CF en competición oficial, en el Negreira 0-4 Pontevedra. Esa temporada juega un total de 30 partidos en los que encaja 21 goles.
En su segunda temporada, ha podido mantener su puesto de titular bajo los palos (jugó 37 partidos en los que encajó un total de 25 goles) debido a su gran trabajo y las grandes actuaciones en los partidos de liga, lo que provoca a la vez que sean ya varios los equipos de superior categoría que estén interesados en hacerse con sus servicios. Tiene contrato con el Pontevedra CF, en el que continuará jugando durante la temporada 2007-08.
En 2009 firma con el Deportivo Alavés pero tras encontrarse el club en ERE, firma en el mercado de invierno con la Asociación Deportiva Ceuta. Bonis disputó 8 partidos (11 goles encajados) en el Ceuta, después de abandonar el Deportivo Alavés.
En 2010 firma con la SD Eibar pero tras no convencer en el club armero, firma en el mercado de invierno con el Club Deportivo Atlético Baleares donde cubrirá la baja de Dani Roiz, quien abandonó la entidad albiazul por motivos personales.